# Giorgio Barberio Corsetti
Giorgio Barberio Corsetti (Roma, 11 gennaio 1951) è un attore teatrale, regista teatrale e drammaturgo italiano.

## Biografia

### Teatro
Nel 1976 fonda La Gaia Scienza, compagnia che prende il nome dal saggio su Nietzsche e Laforgue con cui nel 1975 si è diplomato all'Accademia nazionale d'arte drammatica. Dopo diversi allestimenti e un ultimo deludente spettacolo nel 1984, Cuori strappati, la compagnia si scioglie. Nello stesso anno nasce il gruppo con il nome del regista che presenta alla Biennale di Venezia Il ladro di anime.
Barberio Corsetti sperimenta un nuovo linguaggio teatrale caratterizzato dalla proiezione di video (realizzati prima con Studio Azzurro di Milano e successivamente dal 1992 al 2013 con Fabio Massimo Iaquone) che segnano la “punteggiatura” drammaturgica dei suoi spettacoli.
Su questi canoni si sviluppa una trilogia: Prologo a diario segreto contraffatto (1985), Correva come un lungo segno bianco (1986) e La camera astratta (1987 – pièce che vince il Premio UBU per il videoteatro).
Nel 1992 vince il premio Idi per la regia de Il legno dei violini, di cui è anche autore.
Nel 1988, dopo la rilettura teatrale di tre racconti di Franz Kafka (Descrizione di una battaglia e Di notte, entrambi nel 1988, e Durante la costruzione della muraglia cinese, 1989) mette in scena nel 1992 l'incompiuto America, Il castello (al Théâtre National de Bretagne, 1995), e Il processo, che debutta a Palermo nel 1998.
Del 1993 è la collaborazione con il regista francese Stephane Braunschweig, insieme con il quale realizza Doctor Faustus o il Mantello del Diavolo da Thomas Mann (Digione, 1993), prima capitolo di un progetto sul Faust di Goethe, che si completa nel 1995 con due allestimenti: Mefistofele, studi, schizzi e disegni per un Faust privato e Faust.
Nel 1994 riceve il Premio Europa Realtà Teatrali «per i nuovi mezzi scenici, per i suoi lavori di commistione tra videoinstallazione e spettacolo, tra immagine reale ed elettronica, tra ripresa in diretta e azione dal vivo».
Al 1996 risale La nascita della tragedia - Un notturno (1996) con protagonista Franco Citti. Essa fa parte del “Progetto acquario teatro laboratorio” commissionato al regista dal Comune di Roma, segue Notte (1998) sui Veda, i testi sapienziali indiani.
Partecipa a Peregrinacão, evento dell'Esposizione Universale di Lisbona sul tema del viaggio e delle peregrinazioni. Sempre in Portogallo, nel 1997, realizza I giganti della montagna (suo primo incontro con Luigi Pirandello), e nel 1999 Barcas di Gil Vicente prodotti dal TNSJ Teatro Nacional São João di Porto su invito di Ricardo Pais.
Direttore artistico della Biennale di Teatro di Venezia dal 1999 al 2002, mette in scena un adattamento delle Metamorfosi di Ovidio in collaborazione con la compagnia francese Les Colporteurs.
Durante i tre anni di mandato, Barberio Corsetti apre la programmazione della Biennale alle differenti forme della creazione contemporanea, compreso il circo.
Sempre coi circensi francesi della compagnia Les Colporteur mette in scena due spettacoli tratti da Le metamorfosi di Ovidio: Le Metamorfosi nel 2002 presentato alla Biennale di Venezia e Di animali, uomini e dei, nel 2003 creato all'interno dell'area archeologica dell'orecchio di Dioniso di Siracusa in occasione dell'Ortigia Festival.
Ad ottobre 2003 debutta al Romaeuropafestival con Iniziali BCGLF: una creazione condivisa con Giovanni Lindo Ferretti. A febbraio del 2004 debutta al teatro Palladium di Roma con Metafisico Cabaret, uno spettacolo scritto insieme ad alcuni dei suoi attori.
Nel 2004 debutta al Teatro India di Roma con lo spettacolo Paradiso, ispirato all'opera di Milton e l'anno successivo alla cavea dell'Auditorium di Roma con Argonauti tratto dalle Argonautiche di Apollonio Rodio.
Nell'estate 2006 Barberio Corsetti ha messo in scena con la compagnia Fattore K. Dioniso nato tre volte nell'ambito Dell'Ortigia Festival a Siracusa, in Sicilia. Lo spettacolo è un ritorno all'universo dei miti greci ispirato all'opera di Nonno di Panopoli. Nel dicembre 2006 cura la regia del progetto Porto Palo. Nomi su tombe senza corpi ispirato alla tragedia del naufragio del 1996 e che viene presentato presso l'Auditorium Parco della Musica a Roma.
A giugno 2007 nell'ambito della prima edizione del “FestiVAl” ha debuttato alle terme di Villa Adriana a Tivoli con Dionisiache ispirato al poema epico Le Dionisiache di Nonno di Panopoli.
A novembre 2008 debutta al Teatro Sangiorgi diretto da Matteo Musumeci, con una nuova produzione teatrale da lui scritta e diretta: Tra la Terra e il Cielo, una produzione Fattore K e Teatro Massimo Bellini.
Nel 2010 è la volta de “La Ronde du carré”, messinscena del testo dell'autore drammatico, poeta e traduttore greco Dimitri Dimitriadis e commissionatogli dal Teatro Odéon di Parigi.
L'estate 2011 debutta al Festival dei Due Mondi di Spoleto "Il Castello", un suo nuovo adattamento dell'omonimo romanzo di Franz Kafka.
Nell'aprile del 2015 supervisiona, come docente di regia dell'Accademia nazionale d'arte drammatica, la messa in scena di 5 testi teatrali di Pier Paolo Pasolini.
Nel novembre 2017 mette in scena al Teatro Argentina di Roma una versione di Re Lear di William Shakespeare con protagonista Ennio Fantastichini.
Nel 2019, in seguito alle dimissioni di Antonio Calbi, viene nominato direttore artistico del Teatro di Roma (Teatro Argentina). Rassegna le dimissioni all'inizio del 2020, mantenendo il ruolo di consulente artistico del Teatro Argentina, fino al 2021.

### Opera lirica
Il suo incontro con l'Opera è del 1999 quando cura la regia di Maria di Rohan di Donizetti al Teatro La Fenice. Nel 2000 dirige un dittico per il Teatro Massimo di Palermo, La voix humaine di Poulenc/Cocteau e Erwartung di Schönberg e per il Teatro Vittorio Emanuele di Messina La Bohème (2001).
Sempre nel 2001 allestisce per il Festival Pergolesi-Spontini di Jesi le due operette Julie e Milton di Gaspare Spontini. Nel maggio del 2002 debutta con la regia del Don Giovanni di Molière al Thèatre National di Strasburgo. La serie di regie operistiche prosegue con Medea di Adriano Guarnieri per il Gran Teatro La Fenice (2002),  Il letto della storia di Fabio Vacchi al Maggio Musicale Fiorentino (2003), e quattro lavori nel 2004: Estaba la madre di Luis Enrique Bacalov al Teatro dell'Opera di Roma, Gesualdo considered as a murdered di Luca Francesconi all'Holland Festival di Amsterdam, Le Luthier de Venise di Gualtiero Dazzi al Théâtre du Chatelet di Parigi, Falstaff all'Opéra du Rhin di Strasburgo.
Nell'aprile 2005 ha diretto Tosca per l'inaugurazione del Maggio Musicale Fiorentino e nel 2005 l'Orfeo di Monteverdi all'Opéra de Lille. Nel 2006 lavora alla regia dell'opera di Rossini La Pietra del Paragone che debutta al Teatro Regio di Parma e a gennaio 2007 al Théâtre du Châtelet di Parigi.
A gennaio 2012 cura la messa in scena dello spettacolo "Nineteen Mantras", con musiche di Riccardo Nova, coreografia di Shantala Shivalingappa, drammaturgia Giorgio Barberio Corsetti e Riccardo Nova. Una produzione di Fondazione Musica per Roma e Fondazione MAXXI in coproduzione con Accademia Teatro Alla Scala Scuola di ballo diretta da Frédéric Olivieri. Lo spettacolo viene presentato all'Auditorium Parco della Musica di Roma e al Piccolo Teatro di Milano.

## Filmografia

### Attore
- L'osservatorio nucleare del signor Nanof, regia di Paolo Rosa (1985)
- L'amore ritorna, regia di Sergio Rubini (2004)

## Premi e riconoscimenti
Premio Ubu
- 1988/1989 - Migliore scenografia per Descrizione di una battaglia di Franz Kafka
- 1998/1999 - Miglior spettacolo: Il processo di Giorgio Barberio Corsetti, da Franz Kafka, produzione Teatro Stabile dell'Umbria - Teatro Biondo

Premio Europa per il Teatro
- 1994 - II Premio Europa Realtà Teatrali